# Raymond Flacher
Raymond Flacher (24 de outubro de 1903 – 4 de setembro de 1969) foi um esgrimista francês que participou dos Jogos Olímpicos de Verão de 1928, sob a bandeira da França.